# هوشع
هوشع (بالعبرية: הוֹשֵׁעַ) هو أحد الأنبياء الإثني عشر الصغار الموجودين في العهد القديم في الكتاب المقدس وهو كاتب سفر هوشع وابن بعيري وقد تواجد في إسرائيل في القرن الثامن قبل الميلاد حيث تنبّأ بسقوط مملكتي إسرائيل ويهوذا بسبب خطاياها وابتعادها عن الله.